# Gaál Viktor
Gaál Viktor (Budapest, 1979. július 29. –) író, forgatókönyvíró, pszichológus.
Gaál Viktor 2001-től tagja a MENSA-nak. 2004-től rendszeresen jelennek meg regényei; a ’Varázserdő’-höz még Szepes Mária írt méltató előszót, a második kiadást és folytatást is kapott ’ARCHE – Boszorkányszerelem’ pedig alternatív körökben kult-státuszba emelkedett.
Viktor 2006-ban diplomázott az ELTE pszichológia szakán, majd öt évig Nagy-Britanniában dolgozott tanácsadó pszichológusként. Idővel a londoni magyarok pszichológusává vált, a ’6:3’ című újságban 2009-11 között saját pszichológiai rovatot is vezetett, ’Iránytű a Léleknek’ címmel. 2012-ben a honvágy (és a pocsék angol idő) miatt mégis visszaköltözött Budapestre, és megalapította a Serendo Consulting tanácsadó irodát, melynek fő profilja az egyéni és csoportos személyiségfejlesztés, terápia. Nevéhez fűződik a „RED módszer” (Radical Emotional Development) létrehozása, amely az érzelmi intelligencia gyors fejlesztését teszi lehetővé, és amely módszertan oktatására a RED Akadémia is létrejött.
Pszichológusi munkája mellett regényeket és forgatókönyveket ír, amelyekben elég erőteljesen szerepeltetve van a pszichológiai szemléletmód, olyan pszichológiai témák, mint az egzisztenciális krízis, transzcendens tudatállapotok, az emberi psziché mélyrétegeinek feltárása.
Pszichológusként több tévéműsor visszatérő vendége is volt, az igazi áttörést a 2024-es „Házasság Első Látásra” doku-reality jelentette, ahol szakértőként elemezte a párok lelki dinamikáit, és amely 2024-ben Magyarország legnézettebb tévéműsora volt.  
Viktor 2024-től az AREXA, egy mesterséges intelligencia fejlesztésén dolgozik.

## Regényei
- testVérek (2004)
- ARCHE (2005)
- Varázserdő (2007)
- A Tea Színe (2008)
- ARCHE 2. - Istenek Alkonya (2011)
- Második Honfoglalás (2012)
- Gaál Viktor–Kiss Angéla: Feketén-fehéren; Geopen, Bp., 2014
- Battleground Zero (2017)
- LXR (tervezett megjelenés: 2025)

## Forgatókönyvei
- RESET (2007-AXN Fesztivál döntő) (2004)
- ARCHE - Boszorkányszerelem (2007)
- Autumn Castle (2009)
- Dead Dog Squad (2010)
- Battleground ZERO (2012)